# LESSA萊薩
LESSA萊薩（韓語：레사）是一部韓國網絡漫畫，由漫畫家POGO所繪，2012年開始於NAVER Webtoon連載。

## 劇情簡介
四面環海的赫斯坤島是一個多人種聚居的平靜島國，但這種理所當然的和平生活終於遭受破壞。自從五年前的某一天開始，每晚都會有像惡魔一樣的怪人出現，他們獵殺人類並吸食他們的靈魂，草菅人命。隨著數量與日俱增，竟發現他們原本也是人類。人類把這種生物稱為「敵蠻（Deman）」。敵蠻力氣強大，身體各方面能力都比人類高，但懼怕陽光，束手無策的政府最後只好為少數人建立太陽之城──赫斯坤保護區。
於赫斯坤島居住的青年拉伊諾爾德（暱稱拉諾），本來擁有一個幸福美滿的家庭，但是於五年前的那一天，母親被敵蠻殺害，妹妹失蹤，寵物狗也為了保護他而犧牲，家庭於一天倏然內變得支離破碎。但是拉諾並沒有因此而放棄，直到親眼確認前，他都不願相信妹妹已不在人世，於是他一邊獵殺敵蠻，一邊尋找妹妹。
某一天拉諾如常狩獵，見到有人被敵蠻追殺，而且那人竟是多次出現在自己夢中的男子。拉諾打敗敵蠻並把男子帶回家療傷，卻發現他擁有敵蠻的尖牙但沒有角，甚至不怕陽光。拉諾並不認識眼前的人，但對方卻叫出了拉諾的全名，甚至對他抱有敵意，令他感到不解。隨著故事推進，神秘男子萊薩的身分及過去，以及過往跟拉諾發生的事也變得明朗化。

## 登場人物

### 主要角色
拉伊諾爾德‧博格（레이널드 버거）
男性，本作主角，25歲（第一季），暱稱「拉諾（라노）」。自五年前家庭被敵蠻破壞後一直獵殺敵蠻，並嘗試從敵蠻處問出妹妹的消息，直到親眼確認前仍不願相信妹妹已不在人世。心地善良，不時幫助被敵蠻獵殺的陌生人，被稱為「敵蠻獵手」，受到不少人的崇拜，為網路紅人，但本人不太在乎。
本習慣使用火焰槍對付敵蠻，後來才發現自己擁有名為「拉之真言」的力量，力量泉源為古埃及太陽神拉，只需有堅定不移的信念及運用想像力就能自由操控火焰，甚至能製成不同形狀，分散或集中火焰，自此不需帶槍也有對付敵蠻的能力。
萊薩
男性，黑暗及死亡之神，原本為山羊的形態，現時為人類的外型，擁有像敵蠻的尖臼齒但沒有犄角。皮膚白皙，因而被拉諾稱為「麵粉」。由於被人類背叛而受重傷，沉睡了一千多年，醒來後對現代一無所知，不懂現時年輕人的用語，也不知道什麼是電子產品，曾感慨跟年輕人有代溝。
把阿瑞斯當成兒子看待，很照顧他。本認為生老病死是自然定律，萬物歸土，不需對此感到害怕，但當阿瑞斯自然去世時，才發現失去至親之痛，於是把自己的力量分給他並令他復活，卻種下禍根。本來保留了制伏阿瑞斯的力量，卻被他背叛並奪走。
雖然外表瘦弱，但身體能力很強，可徒手打穿敵蠻的身體及一拳把敵蠻打飛。除此之外還擁有各種力量，例如能使空間變形，以及把視線中的任何事物化為灰燼，但能力被阿瑞斯奪走後，能做的事情已剩下很少。
陳永三（진영삼）
男性，醫生，五年前其中一名患者成了敵蠻並殺死了其他患者，因而認為自己沒有照顧好患者的能力，失去信心，不再治病。那時偶遇受重傷的拉諾，本來沒治療他的信心，甚至在他面前自殺，但被拉諾鼓勵並阻止，終於拾回信心，為拉諾進行治療。為了報答拉諾而建立研究所研究及獵捕敵蠻，幫助他尋找露西。
露西‧博格（루시 버거）
女性，拉諾的妹妹，20歲（第一季），7月20日生日。五年前的生日跟朋友外出慶祝，卻在中途遇上貝爾，朋友們都遇害，自己則被她變成敵蠻，失蹤的五年一直跟貝爾及其他敵蠻們一起生活，過著不見天日的痛苦日子。心地善良，不願為了延續自己的生命而殺人，不願意融入敵蠻的生活，但也不敢逃走，怕會連累家人。被救回後跟拉諾等人一起行動，跟敵蠻戰鬥。
米野娜‧海麗斯（미에나 해리스）
女性，永三的大學同學，本來修讀生物學，後來成為了考古學者。現時跟拉諾等人一起行動，獵捕敵蠻。
劉珠淚（유주루）
女性，25歲，體型細小，經常被當成小孩。拌麵大師，電腦知識高，懂得駭客入侵。本來跟米野娜一起進行考古旅行，後來跟拉諾等人一起行動。
萊克斯特（렉스터）
男性，於第二季登場，天才武器製造家，本來在4區逍遙地生活，後來跟拉諾等人一起行動，為他們提供武器。

### 敵蠻

#### 第一代
阿瑞斯（아레스）
男性，萊薩下凡後第一個遇見的人類，尊敬萊薩，但有時不能理解萊薩的行為，例如忍受人類對他的不敬。自然死亡後被萊薩救回，得到了他的部分能力，成為了第一代敵蠻，但由於萊薩後悔救了他而對此耿耿於懷。為了長生不老而殺了人，開始跟萊薩意見不合。萊薩沉睡的一千多年一直守在他身邊，後來由於萊薩對自己的不信任而奪走了他剩餘的力量，背叛了他。

#### 第二代
巴克
男性，跟卡爾萊博關係不好。
貝爾
女性，金髮綠眼，衣著性感。認為醜人唯一的價值就是成為美麗的養分，五年前在露西生日那天殺死了她的朋友，把自己的蒸氣分給露西，令她變成敵蠻。曾殺掉不少女性第三代信徒，把她們製成標本，放在人偶房間作觀賞用。同時也把蒸氣分給了民迪。
卡爾萊博（칼렙）
男性，把蒸氣分給華特的人，經常教訓闖禍的華特，跟巴克關係不好。
萊恩‧安德森（라이언 앤더슨）
男性，喜歡寫童話書。

#### 第三代
華特
男性，氣球商，被永三打掉一隻角。
露西‧博格（루시 버거）
女性，拉諾的妹妹，詳見主要角色。
民迪民迪（민디민디）
女性，孤兒，被裝在盒子裡丟棄，12歲時曾運毒被警察抓到，由於把販毒集團的人當成家人而沒有供出他們，在教管所生活了三年，最終吸入了貝爾的蒸氣並成為敵蠻。第二季中成為4區的領主。

### 其他角色
拉
男性，太陽之神，原本為鳥的形態。
黑暗萊薩（검은레사）
女性，跟萊薩長得一模一樣，從萊薩分裂出來的一半，但萊薩並不知道她的存在。
達伊安（다이앤）
女性，本來跟萊薩是好朋友，受到他的照顧，後來背叛萊薩並殺死了他，令他沉睡一千多年。拉諾為她的轉生。

## 特殊用語
敵蠻
五年前開始於赫斯坤島出現的怪人，頭上長有兩隻犄角，有發達的臼齒，對陽光沒有免疫力，身體能力極高，大量獵殺人類，吸走人類的魂魄以維持自己永恆的生命。人類稱其為「敵蠻」，即惡魔（Demon）與人類（Human）的合成詞；敵蠻則把自己稱為「信徒」或「神之子孫」。人類只要吸入一種名為「神之蒸氣」的氣體就能變成敵蠻，他們為了獲得力量、名利或長生不老等原因而捨棄人類身份，把人類看成異類並獵殺他們。
赫斯坤島（헥사곤 아일랜드）
虛構的島嶼，故事發生的舞台。四面環海，有眾多人種聚居的廣域島國。本是平靜的國度，五年前的敵蠻侵襲事件導致國民死傷無數。
赫斯坤保護區（헥사곤 필드）
政府為了保護赫斯坤島國民而建立的太陽之城，位於赫斯坤島正中央，以六边形的城牆分隔著外面的地區，拐角有哨兵看守著城門。普通人不能隨便進入保護區，只有少部分國民受到保護。不少國民盼望移居至保護區，但由於地價非常昂貴而無法實現。

## 評價及影響
LESSA萊薩開始連載後就在網上獲得好評，不久NAVER也推出了官方中文及英文翻譯，為Webtoon擴展國際市場出一分力。

## 外部連結
- 《LESSA萊薩》 - NAVER Webtoon （页面存档备份，存于）
- 《LESSA萊薩 第2季 深紅騎士》 - NAVER Webtoon （页面存档备份，存于）
- （英文）《LESSA萊薩》 - LINE Webtoon （页面存档备份，存于）
- （英文）《LESSA萊薩 第2季 深紅騎士》 - LINE Webtoon （页面存档备份，存于）
- （繁體中文）《LESSA萊薩》 - LINE Webtoon （页面存档备份，存于）
- （英文）LESSA萊薩非官方維基（页面存档备份，存于）
- POGO的部落格 （页面存档备份，存于）
- POGO的X（前Twitter）
- POGO的DeviantArt （页面存档备份，存于）